# Atentat na Hrvatsku
Atentat na Hrvatsku je hrvatski dokumentarni film o Domovinskome ratu. Film se bavi događajima od 7. i 8. listopada 1991. godine. Glavna je tema raketiranje Banskih dvora, atentat na hrvatski državni vrh 1991., uoči isteka moratorija na proglašenje hrvatske neovisnosti.
Izvršni producent: Intermedia Grupa, Miljenko Manjkas. Organizator snimanja Ivan Ilinić. Snimatelji Branimir Kurtanjek i Leon Hribljan. Tonski snimatelj Leon Hribljan. Operater drona Branko Drakulić. Scenografija Ivan Ivan. Transkripti Borna Marinić. Šminka Saša Knežević. Narator Mario Anduš. Montažer i finalna obrada slike i zvuka Alfons Jan Čerfalvi. Asisten montaže Maja Predrijevac. Tonska obrada Antun Tony Lović. Tehnička potpora Colloco. Urednik za HRT Vladimir Brnardić. Korišteni arhivski materijali HRT-a, Intermedija Grupe, HMDCDR-a i Stanka Szaboa. Proizvodnja Alfa za HRT 2019. godine.

## Vanjske poveznice
- YouTube